# Mesostenus subandinus
Mesostenus subandinus là một loài tò vò trong họ Ichneumonidae.